# Riqq

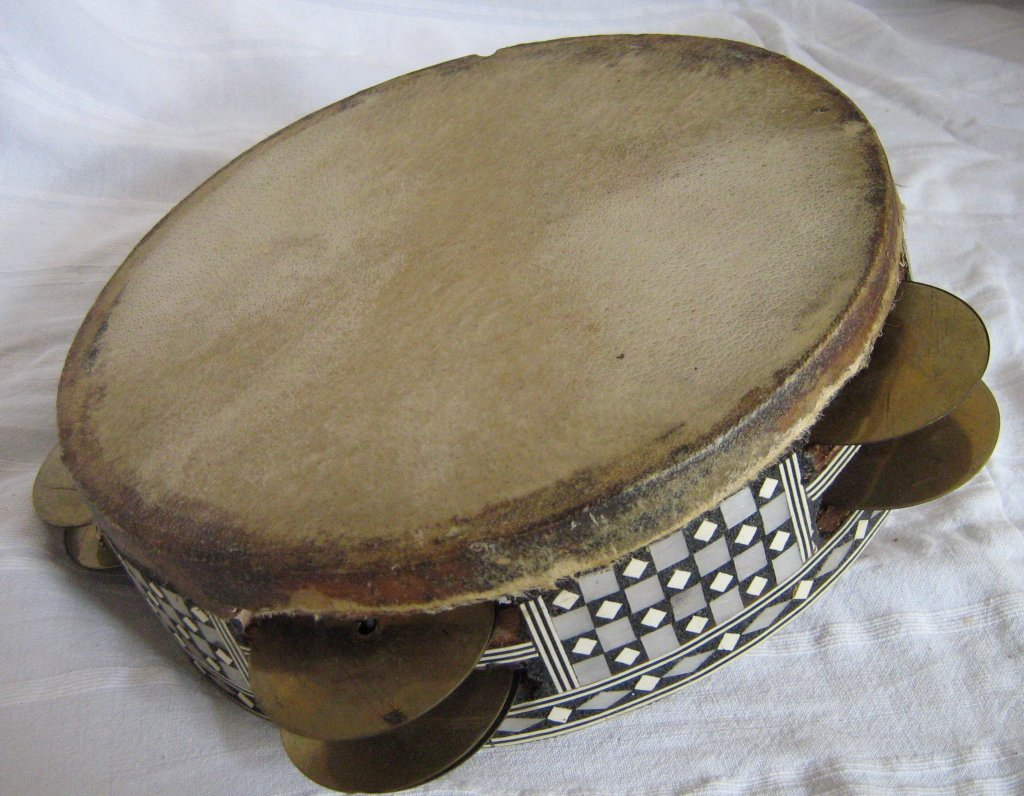
Un riqq

Le riqq (Arabe: رق) ou rekk est un instrument de musique de percussion classique répandu au Moyen-Orient depuis l'Antiquité, mais qui n'est connu sous ce nom que depuis un siècle.

## Facture
C'est un tambourin de 20 cm de diamètre, en peau de requin, au cadre serti de nacre et muni d'un double rang de cymbales (10 en tout).

## Jeu
Il présente la particularité d'être joué avec les deux mains qui servent à la fois à tenir et à frapper le tambourin et les cymbales, à l'aide de techniques complexes. La richesse et la variété des sons se conjuguent à celles du répertoire rythmique classique.
À l'instar du daf joué dans les musiques à caractère religieux, il est la percussion de référence dans la musique savante arabe et arabo-andalouse (où on trouve aussi une version différente nommée « tar »), dont le percussionniste d'origine égyptienne Adel Shams El Din est actuellement l'un des plus grands praticiens.